# Fernando Hierro
Fernando Ruiz Hierro (ur. 23 marca 1968 w Vélez-Málaga) – hiszpański piłkarz występujący na pozycji środkowego obrońcy, chociaż zdarzało mu się także grać jako defensywny pomocnik. Były dyrektor sportowy Hiszpańskiej Federacji Piłkarskiej.

## Kariera klubowa
Fernando Hierro zawodową karierę rozpoczynał w 1987 roku w Realu Valladolid. W Primera División zadebiutował w wygranym 1:0 meczu z Espanyolem Barcelona, pierwszego gola dla swojego zespołu uzyskał natomiast 27 marca 1988 w pojedynku z RCD Mallorca. W trakcie dwóch sezonów spędzonych w Valladolid Hierro rozegrał 57 ligowych spotkań i w 1989 roku razem z zespołem dotarł do finału Pucharu Króla.
Latem 1989 roku Hierro za rekordową wówczas sumę 135 milionów peset odszedł do Realu Madryt, mimo iż wcześniej był bliski przejścia do Atlético Madryt. W ekipie „Królewskich” hiszpański zawodnik ligowy debiut zaliczył 3 września, a Real wygrał wówczas ze Sportingiem Gijón 2:0. W debiutanckim sezonie w barwach madryckiej drużyny Hierro strzelił siedem goli w 37 występach i sięgnął po tytuł mistrza Hiszpanii. Podczas rozgrywek 1990/1991 nowym trenerem Realu został Radomir Antić, który zaczął wystawiać Hierro do gry w środku pomocy. W sezonie 1991/1992 Hiszpan w 37 ligowych meczach zdobył 21 goli i zajął drugie miejsce w klasyfikacji najlepszych strzelców tracąc do zwycięzcy Manolo sześć trafień. W późniejszym czasie Hierro jeszcze cztery razy wywalczył mistrzostwo kraju, w 1995, 1997, 2001 i 2003 roku. Oprócz tego w 1998, 2000 i 2002 roku zwyciężył w rozgrywkach Ligi Mistrzów, w 1998 roku wygrał też Superpuchar Europy, a w 2002 roku zdobył Superpuchar Europy i Puchar Interkontynentalny. Przez czternaście sezonów spędzonych w Realu Madryt Hierro w Primera División rozegrał 439 pojedynków i zdobył w nich 102 gole, a w latach 2001–2003 był kapitanem zespołu „Królewskich”.
Po zakończeniu sezonu 2002/2003 Hierro miał przedłużyć swój kontrakt z Realem, jednak działacze tego klubu nie podpisali z nim nowej umowy. Hiszpański piłkarz wyjechał następnie do Kataru, gdzie został graczem drużyny Ar-Rajjan SC. Następnie powrócił do Europy i trafił do Boltonu Wanderers. W Premier League zadebiutował 21 sierpnia 2004 roku w przegranym 2:0 wyjazdowym meczu z Fulham. 15 maja 2005 roku Hierro poinformował o zakończeniu swojej piłkarskiej kariery.

## Kariera reprezentacyjna
W reprezentacji Hiszpanii Hierro zadebiutował 20 sierpnia 1989 roku w wygranym 1:0 towarzyskim meczu z Polską. Pierwszego gola strzelił natomiast 19 grudnia 1990 roku, a Hiszpanie wygrali wówczas z Albanią 9:0. Razem z drużyną narodową Hierro uczestniczył kolejno w Mistrzostwach Świata 1990, Mistrzostwach Świata 1994, Mistrzostwach Europy 1996, Mistrzostwach Świata 1998, Mistrzostwach Europy 2000 oraz Mistrzostwach Świata 2002, jednak na żadnym z tych turniejów Hiszpanie nie zajęli medalowego miejsca. Od 1998 do 2002 roku Hierro był kapitanem reprezentacji swojego kraju, dla której łącznie rozegrał 89 spotkań i strzelił 29 bramek.

## Kariera trenerska
W 2018 roku w trybie nagłym został nowym selekcjonerem reprezentacji Hiszpanii tuż przed Mundialem, gdyż jego poprzednik Julen Lopetegui podpisał trenerski kontrakt z Realem Madryt. Pod jego wodzą Hiszpanie wzięli udział na Mistrzostwach Świata w Rosji. Tam wygrali grupę B z pięcioma punktami remisując 2 mecze (3:3 z Portugalią i 2:2 z Marokiem) oraz wygrywając 1:0 z Iranem. Odpadli w 1/8 finału niespodziewanie przegrywając z gospodarzami turnieju - Rosjanami. "La Furia Roja" zagrała bardzo słabe spotkanie. Prezentując swój charakterystyczny styl gry z wymianą ogromnej ilości podań tzw. "Tiki Taka" pobili rekord ilości zagrań w jednym meczu (1006), lecz odbyli najnudniejsze spotkanie mistrzostw i przegrali z o wiele niżej notowanym rywalem skupionym na defensywie 3:4 po rzutach karnych, remisując w regulaminowym czasie gry 1:1. Spotkanie obnażyło braki skuteczności w ekipie byłych mistrzów świata. Zarówno Hierro jak i prezes związku hiszpańskiej piłki nożnej Luis Rubiales, nie udzielali żadnych informacji na temat zmiany selekcjonera kadry narodowej. Po upływie tygodnia, 8 lipca Hierro zrezygnował z prowadzenia reprezentacji, a także nie przyjął również propozycji powrotu na stanowisko dyrektora sportowego hiszpańskiej federacji, jaką pełnił przed objęciem posady trenera tłumacząc, że chce szukać nowych wyzwań, prawdopodobnie poza granicami kraju. Tym samym stał się siódmym w historii szkoleniowcem, który kierował zespołem Hiszpanii przez okres jedynie czterech meczów i trzecim wygrywającym spośród tych czterech gier tylko jedną. Wcześniej tak słaby bilans osiągnęli Luis Iribarren Cavanilles w latach 1953–1954 oraz Eduardo Toba w latach 1968–1969.

## Osiągnięcia
Real Madryt
- Mistrzostwo Hiszpanii: 1989/90, 1994/95, 1996/97, 2000/01, 2002/03
- Puchar Króla: 1992/93
- Superpuchar Hiszpanii: 1990, 1993, 1997, 2001
- Liga Mistrzów: 1997/98, 1999/2000, 2001/02
- Superpuchar Europy: 2002
- Puchar Interkontynentalny: 1998, 2002

Al-Rayyan
- Puchar Emira Kataru: 2003/04